# Guateque
Guateque là một khu tự quản thuộc tỉnh Boyacá, Colombia. Thủ phủ của khu tự quản Guateque đóng tại Guateque Khu tự quản Guateque có diện tích 37 ki lô mét vuông. Đến thời điểm ngày 28 tháng 5 năm 2005, khu tự quản Guateque có dân số 9673 người.